# Semih Saygıner
Semih Saygıner (orthographe turque) ou Semih Sayginer est un joueur turc de billard carambole (12 novembre 1964, Adapazarı, Turquie). Il a notamment été champion du monde de 3 bandes. On le surnomme "Mr. Magic" ou "The Turkish Prince". Il est le joueur préféré du champion du monde belge Raymond Ceulemans. Il s'est fait connaître à travers le monde notamment par son exhibition "Semih Sayginer's Magic Shots". Sa gestuelle et la vitesse de son bras font partie de ses principales caractéristiques au billard.

## Biographie
Semih Sayginer est le cinquième des six enfants de sa famille. Ses parents, Faruk Bey (un tailleur) et sa mère, Sureyya Hanim, perdirent la vie dans un accident de la route alors que Semih Sayginer avait 14 ans. Il fut donc contraint de quitter l'école secondaire relativement tôt. Il passa les examens d'entrée et fut reçu à la Electricity section of Industrial Professions High School. Il quitta de nouveau l'école à cause de problèmes psychologiques à la suite de la perte de ses parents. À cette époque, un de ses amis lui conseilla d'essayer le billard. Il trouva dans la communauté des joueurs l'amitié et l'amour dont il manquait. Il surmonta alors ses difficultés et commença à enregistrer plusieurs succès au billard à son jeune âge. Il avait commencé à jouer à 16 ans et ses performances furent rapidement remarquées par de grands joueurs. Sur conseil d'un de ses amis, Tezcan, il participe alors au championnat d'Istanbul et le remporte. Sa réputation s'étend alors à toute la Turquie et il commence à recevoir des invitations pour des tournois plus importants. Malgré ses succès, il décide de travailler dans l'entreprise de son frère entrepreneur car il n'était pas possible de vivre du billard, qu'il garde donc comme hobby. Après son service militaire en 1986, il se rend compte qu'il ne peut vivre sans le billard. Il revient à Istanbul et travaille dans une salle de billard, conciliant ainsi rentrées financières et entrainements. En 1988, lors d'un tournoi exhibition à Istanbul, il réalise de bonnes performances contre des stars mondiales et gagne en confiance. Il  ambitionne ainsi de s'élever sur le plan mondial. Il participe à plusieurs tournois internationaux et en 1992, en Allemagne, il connait son premier succès majeur en battant l'immense champion Raymond Ceulemans 3-0. Après ce succès, il s'éleva jusqu'à la sixième position au classement mondial.
À la suite des victoires de Sayginer, le billard s'étendit en Turquie et une fédération s'organisa. Sayginer gagna son premier Championnat du monde en 1994. La même année, il intégra la Netherlands Team League, considérée comme le plus important championnat de billard. Il gagna ensuite d'innombrables autres compétitions. Il a été le capitaine du F.C. Porto durant trois ans et a établi deux records du monde. Quarante de ses coups ont fait une partie de l'histoire du billard. Ces performances lui ont valu les surnoms de « Mr. Magic » et du « The Turkish Prince » (« Le Prince turc ») En 2008, il joue toujours au sein de la Netherlands Team League.

## Palmarès
Source: Site officiel de Semih Sayginer (29/02/2008)
- 25 fois Champion du Grand Prix de Turquie
- 14 fois Champion de Turquie (3 Bandes)
- 10 fois Champion de Turquie (3 ball)
- 1 fois Champion de Turquie (1 Bande)
- 1994 Champion de la Coupe du Monde (Gent- Belgique)
- 1994 Olympic Torch Prize (Istanbul- Turquie)
- 1994 World Series (6e leg) 3e place
- 1995 Champion de l'Open de 3 Bandes de Corée (Suwon- Corée)
- 1995 Tournoi International de Mersin: C0hampion (Mersin- Turquie)
- 1996 Tournoi International de Mersin: Champion (Mersin- Turquie)
- 1998 Champion de la Coupe du Monde (Göynük- Turquie)
- 1998 Worl Cup 2e place (Anvers – Belgique)
- 1988 Tournoi International des Pays-Bas: Champion (Zunert- Pays-Bas)
- 1999 World Cup 2e place (Las Vegas- USA )
- 1999 Champion du Tournoi Open de 3 Bandes des USA  (San Jose- USA )
- 1999 Grand Prix des Pays-Bas: Champion (Barendrecht- Pays-Bas)
- 1999 Champion d'Europe (Porto- Portugal)
- 2000 World Cup Series (5e leg) 2e place
- 2000 Champion de l'Open de 3 Bandes du Danemark (Danemark)
- 2000 Champion du Tournoi Open de 3 Bandes des USA (Boston- USA )
- 2000 Champion du Tournoi Open de 3 Bandes des USA (Atlanta- USA )
- 2000 Champion de l'Open de 3 Bandes du Mexique (Mexico - Mexique)
- 2000 Metropolis Diamond Cup Champion (Anvers- Belgique)
- 2000 Championnat d'Europe 2e place (Madrid- Espagne)
- 2000 Champion de la Coupe du Monde (Bogota- Colombie)
- 2000 Open 3 Bandes de Grèce: Champion (Athènes- Grèce)
- 2000 Japan Cup Champion (Tokyo- Japon)
- 2001 Champion de la Coupe du Monde (Bogota- Colombie)
- 2001 Metropolis Diamond Cup Champion (Anvers- Belgique)
- 2002 European Clubs Champion (with Pays-Bas League team Vanwanrooij) (Porto- Portugal)
- 2002 Japan Cup Champion (Tokyo- Japon)
- 2003 Champion de la Coupe du Monde (Las Vegas- USA )
- 2003 Champion du Monde (Valladolid- Espagne)
- 2003 International Teams World Champion (avec Tayfun Tasdemir) (Allemagne)
- 2003 Zaman Newspaper – Sportif de l'année (Istanbul- Turquie)
- 2003 International Teams World Champion (with Tayfun Tasdemir) (Viersen- Allemagne)
- 2004 Champion de la Coupe du Monde (Athènes- Grèce)
- 2004 World Cup Series (5e leg) 2e place)
- 2004 Prix du Joueur Mondial de l'année (Anvers- Belgique)
- 2004 Super Cup Champion (Anvers- Belgique)
- 2004 Milliyet Newspaper - Sportif de l'année (Istanbul- Turquie)
- 2005 Médaillé de bronze du European Clubs Championship (avec le F.C. Porto) (France)
- 2005 Médaillé de bronze au World Games (Duisbourg- Allemagne)
- 2006 Médaillé d'argent au Championnat d'Europe

- 1994 Record du monde (3 sets) 45 points 11 reprises (4.090 de moyenne)
- 1994 Record du monde 50 points 14 reprises (3.571 de moyenne) (Broken)
- 1995 Plus longue série officielle: 22 points (Bordeaux- France)
- 40 coups brevetés dans le monde à son nom